# Лори (полумајмун)
Лори (лат. Lorisinae) је назив потпородице индијских полумајмуна из породице лориса (Lorisidae), углавном ноћних животиња. 

## Класификација
Овој групи припадају: 
- род витки лорији (Loris):
  - црвени витки лори;
  - сиви витки лори;
- род лењи лорији[1]:
  - банкајски лењи лори;
  - бенгалски лењи лори;
  - борнејски лењи лори;
  - лењи лори или троми лори[2];
  - јавански лењи лори;
  - кајански лењи лори;
  - филипински лењи лори;
  - патуљасти лењи лори (Nycticebus pygmaeus).